# Коста Пећанац
Константин Миловановић (околина Дечана, 1879 — Николинац код Сокобање, мај или јун 1944), познатији као Коста Пећанац, био је српски четнички војвода током балканских ратова, Првог свјетског рата и Другог свјетског рата. Пећанац је учествовао у борбама на страни Србије током балканских ратова и Првог свјетског рата, када се придружио снагама Косте Војиновића Косовца током Топличког устанка 1917. године. У међуратном периоду био је значајан вођа четничких ветеранских удружења, а такође је био познат и по снажном непријатељству према КПЈ, што га је учинило популарним у конзервативним круговима. Као предсједник Удружења четника током тридесетих година, удружење је претворио у агресивну српску герилску политичку организацију са више од пола милиона чланова. Током Другог свјетског рата, Пећанац је сарађивао са њемачком војном управом и њиховом марионетском владом у окупираној Србији.
Пред саму инвазију сила Осовине на Југославију у априлу 1941. југословенска влада је дала Пећанцу новац и оружје да организује герилске јединице у јужној Србији, Македонији и Косову. Пећанац је у долини ријеке Топлице образовао чету од око 300 људи, која је избјегла уништење током инвазије. У прва три мјесеца од капитулације, Пећанац је окупио још трупа од српских избјеглица из Македоније и Косова. Међутим, његови четници су се борили само против албанских група у овој области и нису се борили против Нијемаца. Након избијања устанка на окупираној територији почетком јула 1941. Пећанац је убрзо напустио борбу против сила Осовине и крајем августа је склопио споразуме са њемачким окупационим властима и марионетском владом Милана Недића у циљу сарадње у борби против партизана предвођених КПЈ. У јулу 1942. године, вођа супарничког четничког покрета Дража Михаиловић је уредио да га Влада у избјеглишту осуди као издајника. Пећанчева даља сарадња са Нијемцима је уништила и оно преосталог угледа који је стекао у балканским ратовима и Првом свјетском рату.
Нијемци су брзо схватили да Пећанчеви четници чији је број нарастао на 8.000, нису ефикасни и поуздани, па чак ни Недићева влада није имала повјерења у њих. Пећанчеви четници су потпуно распуштени до марта 1943. Самог Пећанца је на неко време интернирала Недићева влада, а убили су га Михаиловићеви четници у мају или јуну 1944. године.

## Биографија

### Младост
Константин Миловановић је рођен 1879. године у селу код Дечана, мада неки извори погрешно као годину рођења наводе 1871. Његов отац Милован био је заштитник манастира Високи Дечани. Његови отац и брат Милосав борили су се у Руско-турском рату од 1877. до 1878. године. Оба његова родитеља су 1883. године убијена током напада Албанаца на манастир. Послије тога о Константину се старао његов ујак који је живио у селу Ђураковац код Пећи.
У Србију долази 1892. године, када је имао 14 година, и још као дјечак радио је као најамни радник. У 21. години добио је позив за одслужење редовног војног рока, који је служио у инжењерском корпусу, постајући резервни официр. Касније је наставио своју службу у граничној жандармерији код Врања као каплар. Миловановић је отпуштен из непознатих разлога и касније се придружио комитама. Током службе у комитама добио је надимак „Пећанац”, који је изведен из имена града у коме је одрастао.

### Стара Србија и балкански ратови
Године 1895, у Старој Србији су избиле борбе против Османског царства. Пећанац се придружио Српској четничкој организацији 1903. године и учествовао је у борбама против Османске војске у неколико значајних битака, укључујући оне код Шупље Стене (код Пчиње) и на Челопеку (код Старог Нагоричана). Ђакон жичког владике и војвода Јован Грковић Гапон предложио је Косту Пећанца за војводу; на Божићном скупу 1904. године, Пећанац је доби титулу војводе у 25 години живота. Између 1905. и 1907. године, предводио је неколико важних борби против Османске војске у околини Скопља. Пећанац се 1908. године оженио Софијом Милосављевић, родом из Алексинца (са њом је имао четворо дјеце). Пошто су се борбе у Македонији интензивирале током 1910, напустио је своју дјецу и трудну жену и вратио се на бојно поље.
У Првом балканском рату, који је трајао од октобра 1912. до маја 1913, Пећанац је био мобилисан у Трећу армију, гдје је служио као наредник у Моравској дивизији. Учествовао је у борбама код Мердара, гдје су поражени Албанци, затим у Кумановској бици и ослобођењу Метохије. Током Другог балканског рата, који је трајао од 29. јуна до 10. августа 1913, Пећанац се налазио на фронту од Китке на Осоговској планини, дуж реке Злетовске и Брегалнице. Његова дивизија је учествовала у Брегалничкој бици против Бугара. Након што је бугарски напад пропао, послали су парламентарце да траже примирје, али је то српска страна одбила и борбе су настављене. Након што је његова дивизија издржала шестодневне тешке борбе, Бугари су поражени код Грљана близу Винице.
- Коста Пећанац као млади војвода Скопске Црне Горе
- Војвода Коста Пећанац 1908. године
- Коста Пећанац са својим псом, 1916. година
- Војвода Коста Пећанац прима кључ манастира Високи Дечани од аустроугарских војника, 1918. година
- Народни музеј Топлице

### Први свјетски рат
Послије пада Србије крајем 1915. године, Пећанац се заједно са Српском војском и владом повлачи на Крф, а на крају се прикључују Солунском фронту. Пећанац је 1915. године добио више медаља за своје „заслуге у борби”, укључујући три златне медаље за храброст, једну за војничке врлине и орден Карађорђеве звијезде четвртог реда за своју службу у Првом свјетском рату, а можда и за његова раније војна ангажовања.
У септембру 1916. године, српска Врховна команда је тада поручника Пећанца дејством авиона пребацила у Механе (југозападно од Ниша у Топлици) како би припремио герилски устанак за подршку планираној офанзиви Савезника. Ту је Пећанац у контакт ступио са неколико герилских скупина, познатих као комите. Пећанац је удружио снаге са мјесним војсковођом Костом Војиновићем Косовцем и обојица су успоставила штаб на планини Копаоник. Супарништво између њих двојице се одмах развило, углавном зато што је Пећанац имао само наређење да припреми подршку за планирану савезничку офанзиву, али је Војиновић водио операције које би могле проузроковати превентивну акцију бугарских окупационих снага. Ствари су дошле на врхунац у јануару и фебруару 1917. када су Бугари започели регрутовање мјесних Срба. На састанку герилске вође су разговарале о томе да ли треба започели општи устанак, а Пећанац је надгласан. Међутим, догађаји су претекли вође и оне су се у суштини придружили народном устанку који је већ био у току. Герилци под Пећанчевом командом су ступили у борбу са Бугарима, а он је слављен као вођа отпора, иако је имао озбиљне резерве према могућем исходу када су Бугари и Аустроугари мобилисали велике снаге за борби против устаника. Герилци су се окупили у Нишу почетком марта, када су окупационе снаге кренуле у офанзиву. Пећанац је савјетовао своје борце да се сакрију у шумама и планинама, док је Војиновић наредио да се боре до смрти. Устанак је до 25. марта угушен. Пећанчево учешће у устанку довело је до великих личних губитака; троје његове дјеце је преминуло док су била интернирана у бугарским логорима.
У априлу 1917. године, Пећанац се поново појавио са својим герилцима, нападајући жељезничке станице, уништавајући мостове и нападајући бугарска села на граници. Пећанац је избјегао наредну офанзиву окупационих снага у јулу, тиме што је поново нестао у планинама. Послије кратког времена, од септембра до октобра 1917. године Пећанац је поново послао своје герилце и инфилтрирао их у аустроугарску окупациону зону, гдје се скривао све до средине 1918. године. Током периода скривања, сусрео се са вођом албанских качака Аземом Галицом, са ким је разговарао о заједничким акцијама против окупационих снага. Везано за овај период, Српска академија наука је 1998. године објавила Дневник Косте Пећанца 1916—1918.

### Међуратни период
Пећанац је био најистакнутија личност у четничком покрету током међуратног периода. Током избора за Уставотворну скупштину Краљевине Срба Хрвата и Словенаца 1920. године, предсједник Министарског савјета Никола Пашић је послао Пећанца у Санџак са наредбом да застраши мјесно муслиманско становништво у нади да ће смањити излазност. Исте године, покушаји владе да разоружа и регрутује Албанце су довели до избијања побуна. Пећанац је послат на Косово како би основао одреде сачињене од мјесних Срба који би се борили против побуњеника, што је довело до напада побуњеника на српска села.
Пећанац је имао главну улогу у Удружењу против бугарских бандита, паравојној организацији са сједиштем у Штипу. Био је и заповједник Организације југословенских националиста. Пећанац је као заступник у Скупштини био присутан током атентата на Стјепана Радића, предсједника ХСС и његових замјеника Павла Радића и Ђура Басаричека 20. јуна 1928. године. Прије атентата, посланик ХСС Иван Пернар га је оптуживао да је одговоран за масакр над 200 муслимана 1921. године.
Пећанац је постао предсједник Удружења четника 1932. године. Стварањем могућности за чланство у Удружењу новим млађим члановима који нису служили у Првом свјетском рату, организација је од тридесетих година од удружења ветерана фокусираног на заштиту права ветерана постало агресивна герилска српска политичка организација са 500.000 чланова широм Југославије. Током овог периода, Пећанац је створио тијесне везе са десничарском владом Југословенске радикалне заједнице на челу са Миланом Стојадиновићем. Пећанац је био познат по непријатељству према КПЈ, што га је учинило популарним код конзервативаца, нарочито оних у Стојадиновићевој странци.

### Други свјетски рат
Пред саму инвазију сила Осовине на Краљевину Југославију, Министарство војске и морнарице је затражило од Пећанца да припреми герилске операције и брани јужну Србију, Македонију и Косово од пробугарских и проалбанских побуњеника. Дато му је оружје и новац и Пећанац је успио да наоружа неколико стотина људи у долини ријеке Топлице. Пећанчеве снаге су остале нетакнуте након њемачке окупације Србије и још су ојачане српским избјеглицама из Македоније и са Косова. Пећанчеви одреди су се борили против Албанаца почетком љета 1941. године. Тада и још неко извесно вријеме, само су Пећанчеве чете називане „четницима”. Са успоном партизана, Пећанац је одустао од било каквог отпора окупацији и до краја августа постигао споразуме са Владом народног спаса и њемачком окупационим властима да заједно воде нападе на партизане.
Док је закључио споразуме са Нијемцима, Пећанац је 18. августа 1941. године примио писмо од Драгољуба Михаиловића у коме он од њега тражи да склопе споразум по ком би Пећанац контролисао четнике јужно од Западне Мораве, док би Михаиловић командовао четницима у свим другим крајевима. Пећанац је одбио овај захтјев и дао приједлог у коме би Михаиловићу могао понудити положај начелника штаба и препоручио да се Михаиловићеви одреди распусте и придруже његовим одредима. У међувремену Пећанац је уредио премјештање неколико хиљада својих четника у српску жандармерију, који би дјеловали као њемачке помоћне снаге.
„Проглас драгом народу”, у коме је себе представио као браниоца и заштитника Срба и позвао одреде који су образовани без његовог одобрења да пређу под његову команду, издао је 27. августа 1941. године. Захтјевао је и да се појединци који се крију у шумама врате одмах својим кућама и да саботаже државне имовине и имовине окупационих власти престану или ће бити кажњени смрћу.
У септембру 1941. године, неки Пећанчеви подређени су дезертирали и придружили се партизанима у борби против Нијемаца и њихових српских помагача. На подручју Копаоника, раније лојални Пећанчеви подређени су почели нападати мјесне жандармеријске станице и сукобљавати се са оружаним албанским групама. Крајем октобра, Нијемци су одлучили да зауставе наоружавање „непоузданих” елемената у Пећанчевим четницима, а остатак су распоредили у друге српске помоћне снаге.
Пећанац је 7. октобра 1941. послао захтјев Милану Недићу, предсједнику Владе народног спаса, за јачу организацију, снабдјевање, оружје, плате и још тога. Његови захтјеви су временом испуњени, а њемачки официр за везу је постављен у Пећанчев штаб како би помогао у координисању акција. Према њемачким подацима, 17. јануара 1942. године 72 четничка официра и 7.963 војника су додјељена српској жандармеријској команди. Тиме није постигнут максималан број од 8.745 људи и укључене су двије или три хиљаде Михаиловићевих људи који су легализовани у новембру 1941. године. У истом мјесецу, Пећанац је од Италијана затражио дозволу да се његове снаге пребаце у источну Црну Гору, али је молба одбачена због италијанске забринутости да ће четници прећи у Санџак.
У априлу 1942. године, њемачки војни заповједник у Србији, генерал Паул Бадер, издао је наређење да се Четничким одредима Пећанца додјеле бројеви од C–39 до C–101, којим су стављени под команду мјесне њемачке дивизионе или подручне командне испоставе. Овим наређењем је такође захтјевано распоређивање њемачког официра за везу у свим одредима који су ангажовани у операцијама и ограничено је њихово кретање изван додјељеног подручја. Снабдјевање оружјем и муницијом је контролисано. У јулу 1942, Михаиловић је уредио да Влада у избјеглиштву Пећанца осуди као издајника. Његова континуирана колаборација уништила је оно што је преостало од стечене репутације коју је развио у балканским ратовима и Првом свјетском рату.
Нијемци су ускоро схватили да су Пећанчеви четници неефикасни, непоуздани и од слабе војне користи. Пећанчеви четници су се редовно сукобљавали и имали су супарничке односе са другим њемачким помоћним снагама, као што су Српска државна стража и Српски добровољачки корпус, као и са Михаиловићевим четницима. Нијемци и марионетска влада отпочели су њихово распуштање у септембру 1942, али су сасвим распуштени тек на крају године. Посљедњи одред је распуштен у марту 1943. године. Пећанчеви сљедбеници су распоређени у друге њемачке помоћне снаге, њемачке радне јединице и логоре за ратне заробљенике, а многи су се придружили Михаиловићу. У наредним мјесецима даље Пећанчеве активности нису биле познате, осим да га је српска марионетске влада интернирала на неко вријеме.

### Смрт
Постоје разни извјештаји о Пећанчевом хватању и смрти. Према једном од њих, Пећанац, четворица његових војсковођа и 40 њихових сљедбеника заробиле су снаге лојалне Михаиловићу у фебруару 1944. године. Сви су убијени у наредним данима, осим Пећанца, који је остао у притвору како би написао своје ратне мемоаре прије него што је погубљен 5. маја 1944. Други извори наводе да су га 6. јуна 1944. убили четници лојални Михаиловићу.

### Књиге
- Павловић, Момчило; Младеновић, Божица (2003). Коста Миловановић Пећанац 1879-1844, Биографија. Институт за савремену историју, Филозофски факултет у Косовској Митровици, Удружење ратних добровољаца 1812-1918, њихових потомака и поштовалаца. стр. 359. ISBN 86-7403-074-2.
- Glenny, Misha (2012). The Balkans: 1804–2012. London, England: Granta Books. ISBN 978-1-77089-273-6.
- Lazić, Sladjana (2011). „The Collaborationist Regime of Milan Nedić”.  Ур.: Ramet, Sabrina P.; Listhaug, Ola. Serbia and the Serbs in World War Two. London, England: Palgrave Macmillan. стр. 17—43. ISBN 978-0-230-27830-1.
- Malcolm, Noel (2002). Kosovo: A Short History. London, England: Pan. ISBN 978-0-330-41224-7.
- Milazzo, Matteo J. (1975). The Chetnik Movement & the Yugoslav Resistance. Baltimore, Maryland: Johns Hopkins University Press. ISBN 978-0-8018-1589-8.
- Mitrović, Andrej (2007). Serbia's Great War, 1914–1918. West Lafayette, Indiana: Purdue University Press. ISBN 978-1-55753-476-7.
- Newman, John Paul (2012). „Paramilitary Violence in the Balkans”.  Ур.: Gerwarth, Robert; Horne, John. War in Peace: Paramilitary Violence in Europe After the Great War. Oxford, England: Oxford University Press. ISBN 978-0-19-968605-6.
- Newman, John Paul (2015). Yugoslavia in the Shadow of War: Veterans and the Limits of State Building, 1903–1945. Cambridge, England: Cambridge University Press. ISBN 978-1-10707-076-9.
- Pavlowitch, Stevan K. (2002). Serbia: The History Behind the Name. London, England: C. Hurst & Co. ISBN 978-1-85065-476-6.
- Pavlowitch, Stevan K. (2007). Hitler's New Disorder: The Second World War in Yugoslavia. New York, New York: Columbia University Press. ISBN 978-1-85065-895-5.
- Ramet, Sabrina P. (2006). The Three Yugoslavias: State-Building and Legitimation, 1918–2005. Bloomington, Indiana: Indiana University Press. ISBN 978-0-253-34656-8.
- Roberts, Walter R. (1973). Tito, Mihailović and the Allies 1941–1945. Durham, North Carolina: Duke University Press. ISBN 978-0-8223-0773-0.
- Singleton, Frederick Bernard (1985). A Short History of the Yugoslav Peoples. New York, New York: Cambridge University Press. ISBN 978-0-521-27485-2.
- Tomasevich, Jozo (1975). War and Revolution in Yugoslavia, 1941–1945: The Chetniks. Stanford, California: Stanford University Press. ISBN 978-0-8047-0857-9.
- Tomasevich, Jozo (2001). War and Revolution in Yugoslavia, 1941–1945: Occupation and Collaboration. Stanford, California: Stanford University Press. ISBN 978-0-8047-3615-2.

### Часописи
- Hehn, Paul N. (1971). „Serbia, Croatia and Germany 1941–1945: Civil War and Revolution in the Balkans”. Canadian Slavonic Papers. Edmonton: University of Alberta. 13 (4): 344—373. JSTOR 40866373.

### Онлајн извори
- Pavlović, Momčilo; Mladenović, Božica (29. 04. 2003). „Rođen i odrastao u Turskom mraku”. Glas javnosti. Архивирано из оригинала 04. 03. 2016. г. Приступљено 14. 08. 2018.
- Pavlović, Momčilo; Mladenović, Božica (30. 04. 2003). „Bežanje u Srbiju”. Glas javnosti. Архивирано из оригинала 04. 03. 2016. г. Приступљено 14. 08. 2018.
- Pavlović, Momčilo; Mladenović, Božica (04. 05. 2003). „Zakletva na hleb i revolver”. Glas javnosti. Архивирано из оригинала 30. 01. 2016. г. Приступљено 14. 08. 2018.
- Pavlović, Momčilo; Mladenović, Božica (05. 05. 2003). „Voskom zavaravali glad”. Glas javnosti.
- Pavlović, Momčilo; Mladenović, Božica (06. 05. 2003). „Sofija opčinila Kostu Pećanca”. Glas javnosti. Архивирано из оригинала 04. 03. 2016. г. Приступљено 14. 08. 2018.
- Pavlović, Momčilo; Mladenović, Božica (08. 05. 2003). „U ratu protiv Turske”. Glas javnosti. Архивирано из оригинала 30. 01. 2016. г. Приступљено 14. 08. 2018.
- Pavlović, Momčilo; Mladenović, Božica (11. 05. 2003). „Drugi balkanski rat”. Glas javnosti. Архивирано из оригинала 30. 01. 2016. г. Приступљено 14. 08. 2018.
- Pavlović, Momčilo; Mladenović, Božica (12. 05. 2003). „Mobilizacija Srpske vojske”. Glas javnosti. Архивирано из оригинала 18. 02. 2010. г. Приступљено 14. 08. 2018.
- Group, International Crisis (08. 04. 2005). „Serbia's Sandzak: Still Forgotten” (PDF). Crisis Group Europe Report. International Crisis Group. Архивирано из оригинала (PDF) 04. 03. 2016. г. Приступљено 11. 12. 2014.